# Thulo Parsel
Thulo Parsel (nep. ठूलो पर्सेल) – gaun wikas samiti w środkowej części Nepalu w strefie Bagmati w dystrykcie Kavrepalanchok. Według nepalskiego spisu powszechnego z 2001 roku liczył on 549 gospodarstw domowych i 3060 mieszkańców (1576 kobiet i 1484 mężczyzn).